# Fiskertøsen (film fra 1922)
Fiskertøsen er en amerikansk stumfilm fra 1922 af John S. Robertson.

## Medvirkende
- Mary Pickford som Tessibel 'Tess' Skinner
- Lloyd Hughes som Frederick Graves
- Gloria Hope som Teola Graves
- David Torrence som Elias Graves
- Forrest Robinson som Orn Skinner
- Jean Hersholt som Ben Letts
- Danny Hoy som Ezra Longman